# Laura Matzke
Laura Matzke (* 30. Oktober 1988 in Prenzlau) ist eine deutsche Tischtennisnationalspielerin.

## Jugend
Mit sechs Jahren begann Laura Matzke mit dem Tischtennissport beim Verein ESV Prenzlau, der damals in der Oberliga spielte und dem auch ihre Mutter Anke angehörte. 1996 erreichte sie bei den mini-Meisterschaften das Finale auf Bundesebene. Mehrere Jahre erhielt sie eine Ausbildung im Sportinternat Heidelberg. 2001 gewann sie erstmals die Landesmeisterschaft der Erwachsenen von Brandenburg im Einzel, 2002 und 2003 verteidigte sie diesen Titel. 2003 siegte sie im Bundesranglistenturnier Top-12 der Schülerinnen, bei den deutschen Meisterschaften der Schüler wurde sie Zweite im Einzel, Erste im Doppel mit Angelina Gürz und Zweite im Mixed mit Dimitrij Ovtcharov. Bei den Jugend-Europameisterschaften 2003 wurde mit der Mädchenmannschaft Dritter. Im gleichen Jahr wechselte sie zu Hassia Bingen in die 2. Bundesliga, zwei Jahre später zum TV Busenbach. 2006 holte sie bei den deutschen Jugendmeisterschaften den Titel im Mädcheneinzel und im Doppel mit Angelina Gürz, im Mixed mit Markus Schlichter kam sie auf Platz drei, beim Bundesranglistenturnier wurde sie Zweite. In diesem Jahr nahm sie auch wieder an der Jugend-Europameisterschaft teil, wo sie mit der Mannschaft auf Platz fünf kam. Bei der Jugend-Weltmeisterschaft 2006 erreichte sie im Einzel und im Doppel das Achtelfinale.

## Erwachsene
2008 schloss sie sich dem Verein DJK TuS Holsterhausen an und spielte seitdem in der 1. Bundesliga. Im Folgejahr erfolgte der Wechsel zu Hannover 96, 2010 zu TTSV Saarlouis-Fraulautern,2011 zu TTC Langweid, 2012 zum VfL Tegel, 2013 zum TTK Großburgwedel und 2014 zum MTV Tostedt.
2006 belegte sie beim Bundesranglistenturnier DTTB-Top 12 Platz sieben, ein Jahr später kam sie auf Platz acht. Bei den nationalen deutschen Meisterschaften wurde sie drei Mal Dritte im Doppel: 2006 mit Svenja Obst, 2009 mit Christine Apel und 2011 mit Svenja Obst.
2009 wurde Matzke für die Europameisterschaft nominiert. Hier wurde sie erstmals in einem Länderspiel eingesetzt: Am 16. September gewann sie mit 3:0 gegen Ina Karahodzina (Weißrussland). Im Einzelwettbewerb siegte sie gegen Magdalena Szczerkowska (Polen) und schied danach gegen Anna Tikhomirova (Russland) aus. Im Doppel mit Kathrin Mühlbach erreichte sie nach Siegen über Maria Xiao/Carmen Solichero (Portugal/Spanien) und Li Qian/Xian Yifang (Polen/Frankreich) das Achtelfinale. Hier unterlagen sie den Italienerinnen Nikoleta Stefanova/Wenling Tan Monfardini.
Aus gesundheitlichen Gründen beendete Laura Matzke ihre Profilaufbahn. Seit der Saison 2020/21 spielt sie beim Verein TTG Langenich. Hier tritt sie mit der Herrenmannschaft in der Landesliga an.

## Privat
Laura Matzke ist die Mutter zweier Kinder.

## Turnierergebnisse
| Verband | Veranstaltung            | Jahr | Ort      | Land | Einzel    | Doppel     | Mixed | Team     |
| ------- | ------------------------ | ---- | -------- | ---- | --------- | ---------- | ----- | -------- |
| GER     | Pro Tour                 | 2010 | Wels     | AUT  | letzte 64 |            |       |          |
| GER     | Pro Tour                 | 2009 | Warschau | POL  | letzte 64 |            |       |          |
| GER     | Pro Tour                 | 2006 | Belgrad  | SRB  |           | Halbfinale |       |          |
| GER     | Jugend-Weltmeisterschaft | 2006 | Kairo    | EGY  | letzte 16 |            |       |          |
| GER     | WTC-World Team Cup       | 2010 | Dubai    | UAE  |           |            |       | 5. Platz |